# Germania Fulda
Der Fuldaer Spiel-Verein Germania 09, kurz: Germania Fulda, ist ein Sportverein aus der osthessischen Stadt Fulda. Ihre erfolgreichste Phase hatte die 1909 gegründete Fußballabteilung zwischen 1930 und 1938, als man sechs dieser acht Jahre in den damals höchsten Fußballklassen verbrachte, darunter vier Jahre in der Gauliga Hessen. Nach dem Zweiten Weltkrieg begann der stetige Abstieg des FSV Germania in die bzw. innerhalb der hessischen Amateurligen. In der Saison 2017/18 bestritt die Fußballabteilung des Vereins ihre Spiele in der neuntklassigen Kreisliga A Fulda. Germania Fulda bietet heute neben ihrer Hauptsparte Fußball auch die Möglichkeit Wandern, Tischtennis, Aerobic und Gymnastik im Verein zu betreiben.

## Sportliche Entwicklung
Gegründet wurde der FSV Germania am 8. August 1909 unter dem ursprünglichen Namen Spielvereinigung Germania in der Gastwirtschaft Rehberg an der Tränke von ehemaligen Mitgliedern der Fuldaer Victoria. Da die Gründer des Vereins noch minderjährig waren, benötigten sie einen ihrer Väter, um die Vereinsgründung wirksam werden zu lassen. Zur Gründermannschaft des FSV Germania gehörten Karl Haubrich, Johann Hofmann, Wilhelm Köck, Josef Lomb, Gustav Orth, Herman Bender, Emil Schneider und Oskar Frech. Schon im Jahre 1910 änderte man den Namen des Vereines in die noch heute bestehende Form ab. Nur in der Saison 1945/46 firmierte man kurzzeitig nach der Neugründung des Vereines am 13. Oktober 1945 unter dem Namen SG Germania Fulda.
1910 trat die Germania dem Westdeutschen Spiel-Verband bei und errang in der B-Klasse des Verbandes drei Gruppensiege in Serie. Aufstiege innerhalb des Ligasystems waren zu dieser Zeit noch nicht vorgesehen. Kurz nach dem Beginn der Meisterschaft im Sommer 1914 brach der Erste Weltkrieg aus. Viele Mitglieder des Vereines wurden zum Kriegsdienst einberufen, und der Spielbetrieb ruhte bis zum Kriegsende. Erst im Februar 1919 erwachte das Vereinsleben durch eine Wiedersehensfeier der Mitglieder aufs Neue. In der Saison 1919/20 trat die Germania in der erstklassigen Kreisliga Hessen/Hannover an, konnte die Klasse aber nicht halten. Nachdem sich 1920 die Vereine VfR Fulda und Helvetia Fulda der Germania angeschlossen hatten, gelang den Osthessen 1922 mit dem Aufstieg in die Kreisliga Hessen die Rückkehr in die regionale Erstklassigkeit. Der Aufenthalt im Oberhaus war aber wiederum von kurzer Dauer. Schon 1924 musste die Germania um Auswahlspieler Wallenburger wieder den Weg in das zweitklassige Unterhaus antreten. Die Verpflichtung ausländischer Trainer, wie dem Ungarn Turnauer oder dem Engländer Atwood, hatte nicht gefruchtet.

Nach einem weiteren temporären Gastspiel in der Erstklassigkeit – zwischen 1930 und 1932 spielte man in der Bezirksklasse Hessen/Hannover gegen regionale Größen wie Borussia Fulda oder Spielverein 06 Kassel – qualifizierte sich die Germania 1934 für die im Jahre 1933 neu geschaffene Gauliga Hessen. Vier Spielzeiten konnte man sich in der obersten Spielklasse Hessens halten und traf dort unter anderem wieder auf den Lokalrivalen Borussia Fulda, diverse Kasseler Vereine (BC Sport, CSC 03, SV Kurhessen, Spielverein 06) sowie auf den ältesten hessischen Fußball-Club, den FC Hanau 93. Die beste Platzierung war der fünfte Rang, den man 1935 und 1936 belegen konnte. In diese Zeit fiel auch die einzige Teilnahme am Tschammerpokal. Im September 1935 traf man in der 1. Schlussrunde auf den dreimaligen Deutschen Meister SpVgg Fürth. Drei Tore des Fürthers Emil Leupold leiteten die deutliche 1:5-Niederlage vor 2500 Zuschauern auf dem heimischen Germania-Platz ein. Schließlich musste man 1938 zusammen mit Borussia Fulda den Abstieg aus der Gauliga hinnehmen. Während dem Lokalrivalen der direkte Wiederaufstieg glückte, rutschte die Germania allmählich in das sportliche Mittelmaß ab.
Nach dem Zweiten Weltkrieg fand sich die Germania zunächst in der zweitklassigen Kurhessenliga bzw. Landesliga Fulda wieder. 1950 entrann man nur knapp dem Abstieg aus der Bezirksklasse (spätere 2. Amateurliga). Umso bemerkenswerter ist es, dass man im Folgejahr unter Trainer Fritz Teufel den Aufstieg in die 1. Amateurliga feiern konnte. Im entscheidenden Spiel um den Aufstieg konnte sich die Mannschaft um „Edi“ und Hugo Zaczyk gegen die SG Hoechst mit 3:0 durchsetzen. In der 1. Amateurliga Hessen traf man wieder auf den Lokalrivalen Borussia Fulda, gegen den beide Partien verloren gingen. Insgesamt gelangen der Germania nur 9 Siege in 34 Spielen, und somit konnte sie als Drittletzter den direkten Wiederabstieg nicht verhindern.

Danach waren die Schwarz-Weißen noch mehrmals dem Aufstieg nahe. 1953 scheiterte man in der Aufstiegsrunde am CSC 03 Kassel, 1956 war Germania Marburg im Aufstiegsspiel mit 2:1 siegreich, und 1959 musste man durch eine unerwartete Niederlage am letzten Spieltag in Sontra die Meisterschaft an den SV Neuhof abtreten. In der Folgezeit verloren die Osthessen immer weiter den Anschluss an die höheren Fußballklassen. Im Sommer 1972 war man sogar bis in die A-Klasse abgerutscht. Erst unter Trainer Erwin Tippmann, mit dem man 1974 den Aufstieg in die Bezirksklasse schaffte, ging es wieder aufwärts. In der Bezirksklasse wurde man 1975 Vizemeister und 1977, als man am heimischen Gallasiniring dem Lokalrivalen Borussia Fulda vor 3000 Zuschauern die einzige Saisonniederlage beibrachte, Dritter. Auch 1978 spielte man um die Meisterschaft und den damit verbundenen Aufstieg in die Landesliga mit, zog in der entscheidenden Phase nach einem 0:1 gegen SV Buchonia Flieden aber den Kürzeren. Nachdem man weitere Jahre auf den oberen Rängen der Bezirksklasse verbracht hatte, folgte 1982 der abermalige Abstieg in die A-Klasse.
Erst ab Ende der 1980er sorgten die Schwarz-Weißen nochmals für Aufsehen. Zwischen 1989 und 2001 verbrachte die Germania zwölf Jahre in der Landesliga Nord. Den Aufstieg in die Landesliga besiegelten die Germanen 1989 mit einem 6:2 über die Reservemannschaft der SG Hessen Hersfeld. Schon bald stiegen die Ambitionen innerhalb des Vereines, und mit Reinhold Helker konnte ein Geldgeber gewonnen werden, mit dessen Hilfe man den Aufstieg in die Oberliga Hessen realisieren wollte. Verstärkt wurde in die Mannschaft und das Trainerteam investiert, so konnte man zum Beispiel in der Saison 1992/93 den ehemaligen Eintracht-Akteur Fred Schaub als Spielertrainer engagieren. Auch andere ehemalige Profis wie Henry Lesser oder Wayne Thomas spielten in dieser Phase für die Germania. Der Mäzen Reinhold Helker gewann immer mehr an Einfluss und löste 1994 den Vereinsvorsitzenden Eberhard Strott ab. Unter Helkers Führung geriet der Verein allerdings in immer gefährlichere finanzielle und sportliche Fahrwasser. Während der Saison 1995/96 trat Trainer Wayne Thomas, der dieses Amt seit Oktober 1994 bekleidete, nach einer 3:7-Niederlage gegen Asbach zurück. Gerüchte um Finanzprobleme machten sich breit und fanden ihre erste Bestätigung im Abgang des Leistungsträgers Uwe Kirchner während der Saison. Trotz all dieser Unruhen belegte die Mannschaft am Ende der Saison 1995/96 einen guten dritten Platz. Noch vor dem ersten Spiel in der Saison 1996/97 trat der neue Trainer Donougher zurück und begründete dies mit einer von Vereinsseite angedachten Gehaltskürzung aufgrund finanzieller Engpässe, die er so nicht hinnehmen wolle. Der Mäzen und Vorstandsvorsitzende Helker, der sich zu dieser Zeit in der Schweiz aufhielt, witterte daraufhin eine Intrige gegen seine Person und brachte die Germania mit seinem Rücktritt endgültig in große Schwierigkeiten. Von diesen Vorgängen erholte sich die Germania nicht mehr richtig. Zwar konnte man mit Mühe bis 2001 die Zugehörigkeit zur Landesliga sichern, doch dem Abstieg in ebendiesem Jahr folgte der freie Fall bis in die Kreisliga B, der man seit 2009 durchgängig angehörte.
2017 gelang unter Ex-Profi Hayrettin Yildiz wieder der Aufstieg in die Kreisliga A.

## Spielstätten und Infrastruktur
Die erste sportliche Heimat befand sich auf dem Gelände des ehemaligen Exerzierplatzes in der Nähe des Fuldaer Stadtteils Sickels. Schon bald aber zog der Verein weiter und verlagerte seine sportlichen Aktivitäten auf die Klosterwiese nahe dem Stadtbezirk Neuenberg. Auf dieser hielt die Fuldaer Bürgergarde zu Zeiten der Deutschen Revolution militärische Übungen ab. Zu Beginn des 20. Jahrhunderts diente die Klosterwiese auch den Fuldaer Kickers und Borussia Fulda als Spielstätte. Nach dem Ersten Weltkrieg trug die Germania ihre Spiele zunächst auf dem Sportplatz Bleiche aus, der sich auf dem Gelände der heutigen Aueweiher befand. Da dieser Platz oft wegen Überschwemmungen unbespielbar war, baute man bei Neuenberg einen neuen Sportplatz, der den Namen Waldheim trug. Der Sportplatz Waldheim, der sogar über eine gedeckte Tribüne verfügte, wurde 1920 mit einem Freundschaftsspiel gegen den Deutschen Meister 1. FC Nürnberg feierlich eingeweiht. Doch auch dieser Sportplatz war nicht vor Wasserschäden gefeit und so kam es, dass sich die Germanen schon 1926 nach einer neuen Heimstätte umsehen mussten, da der „alte“ Waldheim, wie er fortan genannt wurde, durch Überschwemmungen zerstört worden war. Als Ersatz baute man in der Johannisau den „neuen“ Waldheim, der 1927 eröffnet werden konnte. Zwei Jahre später hatte man auch eine hölzerne Tribüne errichtet und somit die neue Heimat fertiggestellt. Der „neue“ Waldheim war in der Folgezeit Schauplatz von Freundschaftsspielen gegen Mannschaften wie die Wycombe Wanderers oder SV 01 Gotha. Während des Zweiten Weltkrieges ging das Gelände des Sportplatzes Waldheim ohne Wissen der Germania an einen neuen Besitzer über, der den Schwarz-Weißen die Nutzung der Anlage untersagte. Als der „neue“ Waldheim im September 1944 bei einem Luftangriff fast vollständig zerstört wurde, war auch dieses Zuhause für die Germania endgültig verloren.

Als man nach dem Zweiten Weltkrieg zunächst ohne eigenen Sportplatz dastand, scheiterte man bei dem Versuch, das Gelände des zerstörten Waldheim zu pachten. Auch die Nutzung des Sportplatz Bleiche war nicht von Dauer, da die durch Überschwemmungen hervorgerufene Problematik weiterhin bestand. Schließlich fand man in der Johannisau, der Spielstätte von Borussia Fulda, eine Übergangsheimat, der man bis 1959 treu war. Im Jahr des 50-jährigen Bestehens zog die Germania schließlich in das Stadion am Gallasiniring um, in welchem man auch heute noch seine Heimspiele austrägt. Mit diesem Umzug war auch ein deutlicher Milieuwechsel im Umfeld des Vereines verbunden. War man in den ersten 50 Jahren des Bestehens immer in der Unterstadt Fuldas angesiedelt, wo man seine Mitglieder zumindest zu Beginn meist aus Facharbeiterkreisen rekrutierte, fand man sich nun in einem schnell wachsenden Bezirk in der Oststadt wieder. Multikulturelle Aspekte nahmen eine wesentlich höheren Stellenwert als zuvor ein, und die Germania richtete das Augenmerk vermehrt auf Integrations- und Nachwuchsarbeit. Mit der 1989 von Vereinsmitgliedern errichteten Germanenklause fand schließlich auch das Vereinsleben abseits des Rasens einen neuen Mittelpunkt.

## Bekannte ehemalige Spieler
- Henry Lesser
- Emil Maier
- Fred Schaub
- Wayne Thomas